# 늑대인간: 더 오리지널
《늑대인간: 더 오리지널》(영어: Wer)은 2013년 공개된 미국의 공포 영화이다.

## 줄거리
프랑스로 여행을 온 한 미국인 일가족이 잔인한 공격을 받아 남편과 아이가 숨지고 아내만 간신히 살아남자 외양과 행동거지가 유독 거친 마을 주민이 범인으로 의심을 받아 체포된다. 프랑스에 거주 중인 미국인 변호사가 그의 변호를 맡는다.
용의자의 루마니아계 어머니는 용의자가 집안 남자 구성원에게만 발병하는 희귀 유전병을 앓고 있으며, 밀도가 매우 높은 진흙으로 구성돼 있어 핵 폐기물 처리에 맞춤인 땅을 정부에 파는 걸 용의자가 거절해서 경찰이 보복을 하고 있는 거라고 주장한다.
변호팀은 용의자가 포르피린증이라고 의심해 이를 확인하려고 섬광을 쏴 의도적으로 스트레스를 유발하는 검사를 한다. 그러나 용의자는 검사 도중 진행자들 대다수를 죽이고 도망치는데...

## 출연진
- A. J. 쿡
- 빅 사하이
- 사이먼 쿼터먼
- 세바스티앙 로셰
- 브라이언 스콧 오코너
- 스테퍼니 레멀린
- 오클리 팬더개스트
- 브라이언 존슨
- 콜린 블레어
- 코르넬리우 울리치

## 기타 제작진
- 공동 제작: 루신다 엥글하트, 켈리 매코믹
- 섭외: 돔니카 치르치우마루, 도미니카 포세렌, 켈리 와그너
- 미술: 토니 데밀
- 의상: 모니카 플로레스쿠
- 분장팀: 케빈 카터, 로버트 홀, 돌턴 쿠치, 에릭 폰
- 제작 관리: 크리스토퍼 컬리카우스키, 투도르 레우
- 음향 감독: 트립 브록
- 특수 효과: 아드리안 포페스쿠
- 시각 효과: 로버트 홀
- 조감독: 오비디우 파우네스쿠